# Glossofobia
La glossofobia è la fobia di parlare in pubblico. Viene spesso citata come una delle fobie più comuni. La parola glossofobia deriva dal greco γλῶσσα glōssa, lingua, e φόβος phobos, paura o fobia.

## Sintomi
I sintomi includono:
- intensa ansia prima di comunicare in pubblico o semplicemente al pensiero di doverlo fare;
- una marcata tendenza ad evitare eventi che possano attirare l'attenzione della gente;
- malessere fisico, nausea o panico in queste circostanze.

Sintomi più specifici possono essere raggruppati in tre gruppi: fisici, verbali e non verbali.
Quelli fisici derivano dalle risposte del sistema nervoso simpatico, con effetti simili alle reazioni in presenza della paura di volare (aviofobia). Questi includono fischi alle orecchie, tachicardia, pressione alta, pupille dilatate, sudorazione, iperossigenazione, irrigidimento dei muscoli del collo o delle spalle, bocca secca.
I sintomi verbali includono tra gli altri voce tremante e ripetizione di pause e mormorii durante la conversazione.

## Aiuti
Organizzazioni quali Toastmasters, POWERtalk International o Association of Speakers Clubs così come corsi per imparare a parlare in pubblico aiutano a ridurre la paura a livelli sostenibili.